# Brijesta
Brijesta je naselje na Hrvaškem, ki upravno spada pod občino Ston; le-ta pa spada pod Dubrovniško-neretvansko županijo.
Naselje z manjšim pristanom leži na koncu prostranega istoimenskega zaliva na severovzhodni obali polotoka Pelješac. Od Stona je oddaljeno okoli 22 km. V naselju stojita štirikotni obrambni stolp zgrajen leta 1617, ki so ga uporabljali za obrambo pred pirati, na pokopališču pa baročna cerkvica sv. Liberana  z zvonikom na preslico.

## Demografija
| Pregled števila prebivalcev po letih | Pregled števila prebivalcev po letih | Pregled števila prebivalcev po letih | Pregled števila prebivalcev po letih | Pregled števila prebivalcev po letih | Pregled števila prebivalcev po letih | Pregled števila prebivalcev po letih | Pregled števila prebivalcev po letih | Pregled števila prebivalcev po letih | Pregled števila prebivalcev po letih | Pregled števila prebivalcev po letih | Pregled števila prebivalcev po letih | Pregled števila prebivalcev po letih | Pregled števila prebivalcev po letih | Pregled števila prebivalcev po letih |
| ------------------------------------ | ------------------------------------ | ------------------------------------ | ------------------------------------ | ------------------------------------ | ------------------------------------ | ------------------------------------ | ------------------------------------ | ------------------------------------ | ------------------------------------ | ------------------------------------ | ------------------------------------ | ------------------------------------ | ------------------------------------ | ------------------------------------ |
| 1857                                 | 1869                                 | 1880                                 | 1890                                 | 1900                                 | 1910                                 | 1921                                 | 1931                                 | 1948                                 | 1953                                 | 1961                                 | 1971                                 | 1981                                 | 1991                                 | 2001                                 |
| 162                                  | 183                                  | 203                                  | 216                                  | 259                                  | 262                                  | 232                                  | 214                                  | 224                                  | 220                                  | 195                                  | 155                                  | 127                                  | 130                                  | 78                                   |